# Hyoscyamus pojarkovae
Hyoscyamus pojarkovae är en potatisväxtart som beskrevs av Schönbeck-temesy. Hyoscyamus pojarkovae ingår i släktet bolmörter, och familjen potatisväxter. Inga underarter finns listade i Catalogue of Life.